# Goodbye Yellow Brick Road
Goodbye Yellow Brick Road är ett album av Elton John, utgivet 1973. 
Albumet toppade albumlistan i både Storbritannien och USA och är Johns mest sålda, med över 30 miljoner exemplar världen över. Flera hitlåtar kommer från albumet, såsom "Goodbye Yellow Brick Road", "Saturday Night's Alright for Fighting", "Bennie and the Jets" och "Candle in the Wind", den senare skriven till minne av Marilyn Monroe. Musiktidskriften Rolling Stone rankade albumet 2003 som nummer 91 på sin lista över de 500 bästa albumen genom tiderna. Det är sedan 2003 invalt i Grammy Hall of Fame.
Till medverkande på skivan hör Elton John (piano, sång), Davey Johnstone (gitarr, körsång), Nigel Olsson (trummor, körsång) och Dee Murray (bas, körsång). Stråkmusik finns också på albumet.
Albumtitelns "Yellow Brick Road" syftar på den väg som leder till Smaragdstaden i Trollkarlen från Oz.
2001 gjordes en dokumentär om inspelningen av albumet i serien Classic Albums.

## Låtlista
Samtliga låtar skrivna av Elton John och Bernie Taupin.
1. "Funeral for a Friend/Love Lies Bleeding" – 11:08
2. "Candle in the Wind" – 3:50
3. "Bennie and the Jets" – 5:23
4. "Goodbye Yellow Brick Road" – 3:14
5. "This Song Has No Title" – 2:23
6. "Grey Seal" – 3:58
7. "Jamaica Jerk Off" – 3:39
8. "I've Seen That Movie Too" – 5:59
9. "Sweet Painted Lady" – 3:52
10. "The Ballad of Danny Bailey" – 4:24
11. "Dirty Little Girl" – 5:01
12. "All the Girls Love Alice" – 5:08
13. "Your Sister Can't Twist (But She Can Rock'n'Roll)" – 2:42
14. "Saturday Night's Alright for Fighting" – 4:54
15. "Roy Rogers" – 4:08
16. "Social Disease" – 3:44
17. "Harmony" – 2:46

## Listplaceringar
| Lista (1973-1974) | Position            |
| ----------------- | ------------------- |
| Australien        | 1 (Go Set)          |
| Danmark           | 3 (DR "Top 30")     |
| Finland           | 26                  |
| Japan             | 22 (Oricon)         |
| Kanada            | 1 (RPM)             |
| Norge             | 5 (VG-lista)        |
| Storbritannien    | 1 (UK Albums Chart) |
| Sverige           | 2 (Kvällstoppen)    |
| USA               | 1 (Billboard 200)   |
| Västtyskland      | 41                  |